# Records notables de l'UFC
L'Ultimate Fighting Championship est créé en 1993. Depuis cette date, plusieurs combattants se sont démarqués par leurs qualités techniques mais aussi par leur palmarès (dernière mise à jour le 08/09/2019).

## Tableau des multiples vainqueurs de titres de champion de l'UFC (titres intérimaires non compris)
| Nom               | Détails                                                                         | Dates | Faits notables (Top 5) |
| ----------------- | ------------------------------------------------------------------------------- | --- | --- |
| 5 titres          |                                                                                 | | |
| Randy Couture     | 3 dans la division des poids lourds et 2 dans la division des poids mi-lourds   | 1er titre le 21 décembre 1997 dans la catégorie des poids lourds 2e titre le 17 novembre 2000 dans la catégorie des poids lourds 3e titre le 26 septembre 2003 dans la catégorie des poids mi-lourds 4e titre le 21 aout 2004 dans la catégorie des poids mi-lourds 5e titre le 3 mars 2007 dans la catégorie des poids lourds | 1er combattant à remporter 2 titres 1er combattant à remporter 2 titres poids lourds 1er combattant à remporter 2 titres mi-lourds 1er combattant à remporter 2 titres dans 2 divisions différentes 1er combattant à remporter 3 titres poids lourds |
| 3 titres          |                                                                                 | | |
| Jon Jones         | 2 dans la catégorie des poids mi-lourds et 1 dans la catégorie poids lourds     | 1er titre le 19 mars 2011 2e titre le 29 décembre 2018 3e titre le 5 mars 2023 | 2e combattant à remporter 2 titres mi-lourd 7e combattant à remporter 2 titres dans 2 divisions différentes |
| Georges St-Pierre | 2 dans la division des poids mi-moyens et 1 dans la division des poids moyens   | 1er titre le 18 novembre 2006 dans la catégorie des poids mi-moyens 2e titre le 19 avril 2008 dans la catégorie des poids mi-moyens 3e titre le 4 novembre 2017 dans la catégorie des poids moyens | 2e combattant à remporter 2 titres poids mi-moyens 5e combattant à remporter 2 titres 4e combattant à remporter 2 titres dans 2 divisions différentes                                                                                                |
| 2 titres          |                                                                                 | | |
| Matt Hughes       | 2 dans la division des poids mi-moyens                                          | 1er titre le 2 novembre 2001 2e titre le 22 octobre 2004 | 1er combattant à remporter 2 titres mi-moyens 2e combattant à gagner 2 titres |
| Tim Sylvia        | 2 dans la division des poids lourds                                             | 1er titre le 28 février 2003 2e titre le 15 avril 2006 | 2e combattant à remporter 2 titres poids lourds 3e combattant à gagner 2 titres |
| BJ Penn           | 1 dans la catégorie des poids mi-moyens et 1 dans la catégorie des poids légers | 1er titre le 31 janvier 2004 dans la catégorie des poids mi-moyens 2e titre le 19 janvier 2008 dans la catégorie des poids légers | 2e combattant à remporter 2 titres dans 2 divisions différentes 4e combattant à remporter 2 titres |
| Cain Velasquez    | 2 dans la division des poids lourds                                             | 1er titre le 23 octobre 2010 2e titre le 29 décembre 2012 | 3e combattant à remporter 2 titres poids lourds |
| Dominick Cruz     | 2 dans la division des poids coqs                                               | 1er titre le 16 décembre 2010 2e titre le 17 janvier 2016 | 1er combattant à remporter 2 titres poids coqs |
| Conor McGregor    | 1 dans la catégorie des poids plumes et 1 dans la catégorie des poids légers    | 1er titre le 12 décembre 2015 dans la catégorie des poids plumes 2e titre le 12 novembre 2016 dans la catégorie des poids légers | 1er combattant à posséder 2 titres 3e combattant à remporter 2 titres dans deux divisions différentes |
| José Aldo         | 2 dans la catégorie des poids plumes                                            | 1er titre le 20 novembre 2010 2e titre le 26 novembre 2016 | 1er combattant à remporter 2 titres poids plumes |
| TJ Dillashaw      | 2 dans la catégorie des poids coqs                                              | 1er titre le 24 mai 2014 2e titre le 4 novembre 2017 | 2e combattant à remporter 2 titres poids coqs |
| Daniel Cormier    | 1 dans la catégorie des poids mi-lourds et 1 dans la catégorie des poids lourds | 1er titre le 23 mai 2015 dans la catégorie des poids mi-lourds 2e titre le 7 juillet 2018 dans la catégorie des poids lourds | 1er combattant à défendre 2 titres 2e combattant à posséder 2 titres |
| Henry Cejudo      | 1 dans la catégorie des poids mouches et 1 dans la catégorie des poids coqs     | 1er titre le 4 aout 2018 dans la catégorie des poids mouches 2e titre le 8 juin 2019 dans la catégorie des poids coqs | 4e combattant à posséder 2 titres 5e combattant à remporter 2 titres dans deux divisions différentes |
| Stipe Miocic      | 2 dans la catégorie des poids lourds                                            | 1er titre le 14 mai 2016 2e titre le 17 aout 2019 | 4e combattant à remporter 2 titres poids lourds |

N.B: Différents termes sont utilisés dans ce tableaux. "Remporter" signifie avoir gagné le titre lors d'un combat de championnat. "Posséder" signifie avoir 2 titres en même temps (en sa possession). "Défendre" signifie posséder 2 titres et les avoir défendu.

## Combattants ayant disputé le plus grand nombre de combats de championnat (titres intérimaires compris)[1]
1.  16 Jon Jones (15v - 0d - (1)) 
2.  15 Randy Couture (9v - 6d) /  15 Georges St. Pierre (13v - 2d) 
3.  14 Demetrious Johnson (12v - 2d)
4.  13 Anderson Silva (11v - 2d)
5.  12 Matt Hughes (9v - 3d) /  12 José Aldo (8v - 4d) 
6.  11 BJ Penn (5v - 5d - 1n)
7.  9 Tito Ortiz (6v - 3d) /  9 Joanna Jedrzejczyk (6v - 3d) /  9 Frankie Edgar (3v - 5d - 1n) /  9 Daniel Cormier (6v - 2d - (1))

## Victoires lors de combats de championnat (titres intérimaires compris)[2]
| 15 victoires         | |  |
| JON JONES            | 14 victoires en poids mi-lourd (dont une pour un titre intérimaire) + une victoire en poids lourds |  |
| 13 victoires         | |  |
| Georges St Pierre    | 12 victoires en poids mi-moyen (dont une pour un titre intérimaire) + une victoire en poids moyen  |  |
| 12 victoires         | |  |
| Demetrious Johnson   | 12 victoires en poids mouches                                                                      |  |
| 11 victoires         | |  |
| Anderson Silva       | 11 victoires en poids moyens                                                                       |  |
| 9 victoires          | |  |
| Matt Hughes          | 9 victoires en mi-moyens                                                                           |  |
| Randy Couture        | 6 victoires en poids lourds + 3 victoires en poids mi-lourd (dont une pour un titre intérimaire)   |  |
| 8 victoires          | |  |
| José Aldo            | 8 victoires en poids plumes                                                                        |  |
| 6 victoires          | |  |
| Tito Ortiz           | 6 victoires en poids mi-lourds                                                                     |  |
| Ronda Rousey         | 6 victoires en poids coqs féminin                                                                  |  |
| Joanna Jędrzejczyk   | 6 victoires en poids pailles féminin                                                               |  |
| Daniel Cormier       | 4 victoires en poids mi-lourds + 2 victoire en poids lourds                                        |  |
| Amanda Nunes         | 5 victoires en poids coqs féminin + 1 victoire en poids plumes féminin                             |  |
| 5 victoires          | |  |
| Frank Shamrock       | 5 victoires en poids mi-lourd                                                                      |  |
| Pat Miletich         | 5 victoires en poids mi-moyens                                                                     |  |
| Chuck Liddell        | 5 victoires en poids mi-lourds                                                                     |  |
| BJ Penn              | 4 victoires en poids légers + 1 victoire en poids mi-moyens (+ 1 égalité)                          |  |
| T.J. Dillashaw       | 5 victoires en poids coqs                                                                          |  |
| Max Holloway         | 5 victoires en poids plumes (dont une pour un titre intérimaire)                                   |  |
| Stipe Miocic         | 5 victoires en poids lourds                                                                        |  |
| 🇷🇺Islam makhachev    | 5 victoires en poids leger                                                                         |  |
| 4 victoires          | |  |
| Ben Henderson        | 4 victoires en poids légers                                                                        |  |
| Cain Velasquez       | 4 victoires en poids lourds                                                                        |  |
| Renan Barão          | 4 victoires en poids coqs (dont 3 pour des titres intérimaires)                                    |  |
| Chris Weidman        | 4 victoires en poids moyens                                                                        |  |
| Tyron Woodley        | 4 victoires en poids mi-moyens (+ 1 égalité)                                                       |  |
| 3 victoires          | |  |
| Jens Pulver          | 3 victoires en poids légers                                                                        |  |
| Andrei Arlovski      | 3 victoires en poids lourds (dont une pour un titre intérimaire)                                   |  |
| Rich Franklin        | 3 victoires en poids moyens                                                                        |  |
| Brock Lesnar         | 3 victoires en poids lourds                                                                        |  |
| Frankie Edgar        | 3 victoires en poids légers (+ 1 égalité)                                                          |  |
| Robbie Lawler        | 3 victoires en poids mi-moyens                                                                     |  |
| Conor McGregor       | 2 victoires en poids plumes (dont une pour un titre intérimaire) + 1 victoire en poids légers      |  |
| Henry Cejudo         | 2 victoires en poids mouches et 1 victoire en poids coqs                                           |  |
| Valentina Shevchenko | 3 victoires en poids mouches féminin                                                               |  |
| Khabib Nurmagomedov  | 3 victoires en poids légers                                                                        |  |

N.B: Les catégories des poids plumes et des poids coqs de la World Extreme Cagefighting ont été transférées à l'UFC en décembre 2010 (ces catégories n'existaient pas à l'UFC avant ce transfert). Cette ligue étant la propriété de Zuffa, les palmarès au sein de ces divisions ne sont pourtant pas officiellement cumulés. Seules les victoires à l'UFC de José Aldo (10 victoires de championnat WEC/UFC) et Dominick Cruz (7 victoires de championnat WEC/UFC) sont donc prises en compte.
En mars 2011, Zuffa rachète l'organisation Strikeforce. La catégorie féminine des poids coqs est transférée à l'UFC en novembre 2012. Seuls les combats de championnat de Ronda Rousey (7 victoires Zuffa Strikeforce/UFC) disputés après cette date sont donc pris en compte.

## Multiples vainqueurs de tournois
- Royce Gracie 3
- Dan Severn 2
- Don Frye 2
- Mark Coleman 2
- Mark Kerr 2

## Top 4 du plus grand nombre de victoires à l'UFC[3]
1. 23 Khabib Nurmagomedov (29v - 0d)
2. 21  Demian Maia (21v - 9d) / 21  Jon Jones (21v - 1d (1))
3. 20  Michael Bisping (20v - 9d) / 20  George St-Pierre (20v - 2d) / 20  Jim Miller (20v - 12d (1))
4. 18  Matt Hughes (18v - 7d) / 18  Diego Sanchez (18v - 12d) / 18  Rafael dos Anjos (18v - 10d)

N.B: Les catégories des poids plumes et des poids coqs de la World Extreme Cagefighting ont été transférés à l'UFC en décembre 2010 (ces catégories n'existaient pas à l'UFC avant ce transfert). Cette ligue étant la propriété de Zuffa, les palmarès au sein de ces catégories ne sont pourtant pas officiellement cumulés. Le nombre de victoires WEC/UFC de Urijah Faber (19) et de José Aldo (18) ne sont donc pas pris en compte. Seules les victoires à l'UFC sont officielles.

## Les plus longues séries de victoires consécutives à l'UFC[4]
1. 16  Anderson Silva (17v - 6d (1)) : 28/06/06 - 06/07/2013
2. 15  Kamaru Usman (20v - 4d) : 12/07/2015 - 21/08/2022. / 15 🇷🇺 Islam Makhachev (27 v - 1d) : 17/09/2016 - 19/01/2025 (en cours)
3. 13 🇺🇸 Jon Jones (28v - 1d - (1)) : 21/03/2010 - 29/07/2017 / 13 🇺🇸 Demetrious Johnson (15v - 2d - 1n) : 08/06/2012 - 04/08/2018 / 13  🇨🇦 George St-Pierre (26v - 2d) : 25/08/07 - 21/02/2019 (retraite) 13 🇺🇸 Max Holloway (16v - 4d) : 04/01/2014 - 13/04/2019 / 13  🇷🇺Khabib Nurmagomedov (29 v- 0d) : 20/01/2012 - 24/10/2020 (retraite)
4. 12 🇺🇸 Tony Ferguson (25v - 11d) : 19/10/2013 - 10/05/2020
5. 11  Royce Gracie (11v - 1d - 1n) : 11/12/93 - 07/04/95

N.B: Les catégories des poids plumes et des poids coqs de la World Extreme Cagefighting ont été transférées à l'UFC en décembre 2010 (ces catégories n'existaient pas à l'UFC avant ce transfert). Cette ligue étant la propriété de Zuffa, les palmarès au sein de ces divisions ne sont pourtant pas officiellement cumulés. Les séries WEC/UFC de José Aldo (15 victoires consécutives), Dominick Cruz (12 victoires consécutives) et Renan Barão (9 victoires consécutives) ne sont donc pas pris en compte. Seules les séries à l'UFC sont officielles.
En mars 2011, Zuffa rachète l'organisation Strikeforce. La catégorie féminine des poids coqs est transférée à l'UFC en novembre 2012. La série Zuffa Strikeforce/UFC de Ronda Rousey (11 victoires consécutives) n'est donc pas prise en compte. Seules les séries à l'UFC sont officielles.

## Top 10 du plus grand nombre de combats à l'UFC[5]
| Nom              | Palmarès       | Évènements                              | Durée                    |
| ---------------- | -------------- | --------------------------------------- | ------------------------ |
| 35 combats       |                |                                         |                          |
| Donald Cerrone   | 23v - 12d      | UFC 126 - UFC 249                       | 05/02/2011 - 09/05/2020  |
| 33 combats       |                |                                         |                          |
| Jim Miller       | 20v - 12d (1)  | UFC 89 - UFC on ESPN 5                  | 18/10/2008 - 03/08/2019  |
| 30 combats       |                |                                         |                          |
| Jeremy Stephens  | 15v - 15d      | UFC 71 - UFC 235                        | 14/10/2006 - 02/03/2019  |
| Demian Maia      | 21v - 9d       | UFC 77 - UFC on ESPN 3                  | 20/10/2007 - 29/06/2019  |
| Diego Sanchez    | 18v - 12d      | TUF 1 Finale - UFC 239                  | 09/04/2005 - 06/07/2019  |
| Andrei Arlovski  | 17v - 13d      | UFC 28 - UFC on ESPN 4                  | 17/11/2000 - 20/07/2019  |
| 29 combats       |                |                                         |                          |
| Michael Bisping  | 20v - 9d       | TUF 3 Finale - UFC Fight Night 122      | 24/06/2006 - 25/11/2017  |
| 28 combats       |                |                                         |                          |
| Gleison Tibau    | 17v - 11d      | UFC 65 - UFC Fight Night 131            | 09/04/2005 - 01/06/2018  |
| Rafael dos Anjos | 18v - 10d      | UFC 91 - UFC on ESPN 4                  | 15/11/2008 - 20/07/2019  |
| Clay Guida       | 15v - 13d      | UFC 64 - UFC on ESPN 5                  | 14/10/2006 - 03/08/2019  |
| 27 combats       |                |                                         |                          |
| Tito Ortiz       | 15v - 11d - 1n | UFC 13 - UFC 148                        | 30/05/1997 - 07/07/2012  |
| Frank Mir        | 16v - 11d      | UFC 34 - UFC Fight Night 85             | 02/11/2001 - 20/03/2016  |
| Vitor Belfort    | 15v - 11d (1)  | UFC 12 - UFC 224                        | 07/02/1997 - 12/05/2018  |
| BJ Penn          | 12v - 13d - 2n | UFC 31 - UFC 237                        | 05/04/2001 - 11/05/2019  |
| 26 combats       |                |                                         |                          |
| Ross Pearson     | 12v - 13d (1)  | TUF 9 Finale - UFC on ESPN 2            | 20/06/2009 - 30/03/2019  |
| Thiago Alves     | 15v - 11d      | UFC Fight Night 2 - UFC 237             | 03/10/2005 - 11/05/2019  |
| 25 combats       |                |                                         |                          |
| Matt Hughes      | 18v - 7d       | UFC 22 - UFC 135                        | 24/09/1999 - 24/09/2011  |
| Josh Koscheck    | 15v - 10d      | TUF 1 Finale - UFC Fight Night 62       | 09/04/2005 - 21/03/2015  |
| Nate Marquardt   | 13v - 12d      | UFC Fight Night 1 - UFC Fight Night 120 | 06/08/2005 - 11/11/2017  |
| Joe Lauzon       | 14v - 11d      | UFC Ficght Night 103 - UFC 223          | 23/09/2006 - 07/04/2018  |
| Frankie Edgar    | 17v - 7d - 1n  | UFC 67 - UFC 240                        | 03/02/2007 - 27/07/2019  |
| 24 combats       |                |                                         |                          |
| Randy Couture    | 16v - 8d       | UFC 13 - UFC 129                        | 30/05/1997 - 30/04/2011  |
| Matt Brown       | 14v - 10d      | TUF 7 Finale - UFC Fight Night 120      | 21/06/2008 - 11/11/2017  |
| Lyoto Machida    | 16v - 8d       | UFC 67 - UFC 224                        | 03/02/2007 - 12/05/2018  |
| Tim Boetsch      | 12v - 12d      | UFC 81 - UFC Fight Night 146            | 02/02/2008 - 09/03/2019  |
| Anderson Silva   | 17v - 6d (1)   | UFC Fight Night 5 - UFC 237             | 28/06/2006 - 11/058/2019 |
| Charles Oliveira | 15v - 8d (1)   | UFC on Versus 2 - UFC Fight 152         | 01/08/2010 - 18/05/2019  |
| Nate Diaz        | 15v - 9d       | TUF 5 Finale - UFC 241                  | 23/06/2007 - 17/08/2019  |
| 23 combats       |                |                                         |                          |
| Chuck Liddell    | 16v - 7d       | UFC 17 - UFC 115                        | 23/05/1998 - 12/06/2010  |
| Rashad Evans     | 14v - 8d - 1n  | TUF 2 Finale - UFC 225                  | 05/11/2005 - 09/06/2018  |
| Dustin Poirier   | 17v - 5d (1)   | UFC 125 - UFC 242                       | 01/01/2011 - 07/09/2019  |

N.B: La World Extreme Cagefighting, propriété de Zuffa depuis 2006, est fusionnée avec l'UFC en décembre 2010. Les palmarès au sein de cette organisation ne sont pourtant pas officiellement cumulés avec ceux de l'UFC. Seuls les combats à l'UFC sont pris en compte.